# Walentin Panteleimonowitsch Smirnow
Walentin Panteleimonowitsch Smirnow (russisch Валентин Пантелеймонович Смирнов, englische Transkription Valentin Panteleimonovich Smirnov; * 2. Oktober 1937) ist ein russischer Physiker, der Direktor der Abteilung Fusionsforschung am Kurtschatow-Institut ist.
Er machte 1961 seinen Abschluss als Physiker am Moskauer Institut für Physik und Technologie (MIPT). 1981 habilitierte er sich (russischer Doktortitel).
Unter seiner Leitung wurde der Angara 5-1 Pulsbetrieb-Z-Pinch 1984 am Troizker Institut für Innovation und Fusionsforschung gebaut. Sie benutzten zylindrische Schalen-Anordnungen statt einer einfachen Plasmasäule. Die implodierende äußere Schale kollidierte mit der inneren Schale und erzeugte dabei Röntgenstrahlung, die ein Fusionstarget bestrahlte. 1989 bis 1992 lieferten Experimente bis zu 40 kJ Röntgen-Pulse von 4 ns Dauer. Auch die Idee,  spezielle Drahtanordnungen zu verwenden, entstand in Troizk und wurde von Malcolm Haines am Imperial College im Westen weiter untersucht. Die Erfolge der Maschine führten dazu, dass entsprechende Entwicklungen in den USA weiter verfolgt wurden bis zum Bau der Z-Maschine an den Sandia National Laboratories (Thomas W. L. Sanford).
Smirnow wurde 1997 korrespondierendes und 2003 volles Mitglied der Russischen Akademie der Wissenschaften. 1981 erhielt er den sowjetischen Staatspreis und 1997 den Staatspreis der Russischen Föderation.
2005 erhielt er den Hannes-Alfvén-Preis mit Malcolm Haines und Thomas Sanford für ihre Entwicklung von Drahtanordnungen (Multi-wire-arrays) in Z-Pinch Anlagen. 2002 erhielt er den Jesse W. Beams Research Award.